# Urolophus paucimaculatus
Urolophus paucimaculatus  (лат.) — вид рода уролофов семейства короткохвостых хвостоколов отряда хвостоколообразных. Является эндемиком южного побережья Австралии. Встречается на глубине до 150 м. Грудные плавники этих скатов образуют ромбовидный диск, ширина которого превышает длину. Дорсальная поверхность диска окрашена в ровный серый цвет. В средней части хвостового стебля расположен зазубренный шип. Максимальная зарегистрированная длина 57 см. 
Размножается яйцеживорождением. Рацион состоит в основном из ракообразных, также эти скаты охотятся на полихет и прочих донных животных. Будучи потревоженными ведут себя агрессивно, из-за ядовитого шипа являются источником потенциальной опасности. Не представляют интереса для коммерческого промысла. В качестве прилова попадаются в жаберные сети и ярусы.

## Таксономия
Впервые вид был научно описан в 1969 году. Голотип был пойман в Бассовом проливе. Жизненный цикл особей, принадлежащих к восточной и западной субпопуляциям, отличается, поэтому для прояснения таксономического статуса необходимы молекулярные исследования. Видовой эпитет происходит от слов лат. paucus — «мало» и лат. maculata — «пятно» и обусловлено окраской части особей этого вида.

## Ареал
Urolophus paucimaculatus являются одними из самых многочисленных хрящевых рыб, обитающих у южного побережья Австралии. Их ареал простирается от Крауди Хэд, Новый Южный Уэльс, до Ланселина, Западная Австралия, включая Тасманию. За прошедшие два десятилетия он расширился ещё дальше на юг, что, вероятно, связано с потеплением климата. В заливе Порт-Филлип численность этих скатов возросла с 1970 по 1991, возможно, из-за интенсивного рыбного промысла, снизившего экологическую конкуренцию.

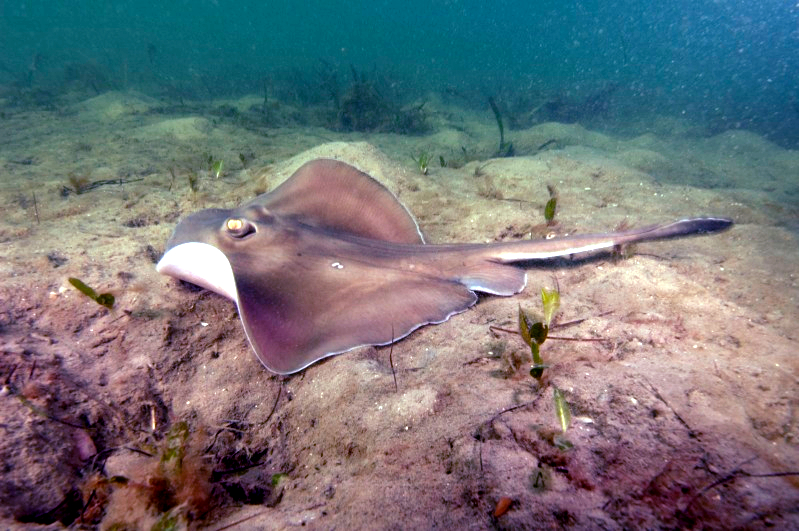

Эти донные рыбы встречаются в прибрежных умеренных водах от очень мелких бухт до открытого континентального шельфа на глубине до 150 м. Они предпочитают песчаное дно и заросли водорослей. Скаты, обитающие в северной части ареала, например, в Большом Австралийском заливе, в целом держатся на глубине 80—100, тогда как скаты, принадлежащие к субпопуляциям Тасмании и Виктории чаще попадаются не глубже 30 м. Сегрегации по полу или возрасту не наблюдается, возможно, Urolophus paucimaculatus совершают сезонные миграции, уходя зимой  в открытое море.

## Описание
Широкие грудные плавники этих скатов сливаются с головой и образуют ромбовидный диск, ширина которого превышает длину. «Крылья» закруглены, передний край диска почти прямой, заострённое мясистое рыло образует тупой угол и выступает за края диска. Позади маленьких глаз расположены брызгальца в виде запятых. На заднем крае ноздрей имеется шишка, а между ноздрями пролегает кожный лоскут с мелкобахромчатой нижней кромкой, переходящей по краям в удлинённые лопасти. Подобное строение лоскута наблюдается только у Urolophus kapalensis. Рот маленький. Мелкие зубы с ромбовидными основаниями выстроены в шахматном порядке. На дне ротовой полости имеются 5—6 пальцеобразных отростков, большинство с раздвоенными кончиками. Дополнительный ряд отростков покрывает внешнюю часть нижней челюсти. На вентральной стороне диска расположено 5 пар коротких жаберных щелей. Небольшие брюшные плавники закруглены
Длина короткого хвоста составляет 77—98 % от длины диска. У основания хвост сплющен. По обе стороны хвостового стебля пролегают складки кожи.  Хвост сужается и переходит в низкий листовидный хвостовой плавник. На дорсальной поверхности хвоста в центральной части расположен очень тонкий зазубренный шип. Спинные плавники отсутствуют. Кожа лишена чешуи. Максимальная зарегистрированная длина 57 см. Окраска ровного сероватого цвета, между глаз пролегает V-образная отметина. Вентральная поверхность почти белая с широкой тёмной каймой по краям. Диск большинства особей, принадлежащих к южной субпопуляции, покрыт небольшим количеством мелких и равномерно распределённых белых пятнышек с тёмной окантовкой. У молодых скатов хвост тёмный, с возрастом он темнеет.

## Биология
Днём Urolophus paucimaculatus обычно неподвижно лежат на дне, иногда покрытые слоем осадков. До 80 % их рациона составляют ракообразные, такие как бокоплавы, мизиды и креветки. Вторым по значимости источником пищи являются подвижные закапывающиеся полихеты. Изредка скаты охотятся на моллюсков, иглокожих и мелких костистых рыб. С возрастом состав рациона становится более разнообразным. Доля мизид, равноногих и бокоплавов, а процент креветок Penaeidae, полихет и крабов увеличивается. В свою очередь Urolophus paucimaculatus могут стать добычей плоскоголовых семижаберных акул. На этих скатах паразитируют ленточные черви рода Acanthobothrium и моногенеи Calicotyle urolophi и Merizocotyle urolophi.
Подобно прочим хвостоколообразным Urolophus paucimaculatus размножаются яйцеживорождением. У самок имеется одна функциональная матка и один функциональный яичник, расположенные справа. Самки приносят потомство ежегодно. У скатов, принадлежащих к восточной субпопуляции, овуляция происходит весной и ранним летом, в помёте от 1 до 6 новорожденных длиной 15—16 см. Численность помёта напрямую зависит от размера самки. Беременность длится около года. Самцы и самки достигают половой зрелости при длине 28 и 27 см, что соответствует возрасту 2,5 и 3 года. Максимальная зафиксированная продолжительность жизни самцов и самок минимум 8 и 9 лет соответственно. 
Жизненный цикл у особей, принадлежащих к восточной и западной субпопуляциям, отличается численностью помёта, продолжительностью беременности и возрастом наступления половой зрелости. У скатов, принадлежащих к западной субпопуляции, овуляция происходит в начале и середине лета, в помёте 1—2 новорожденных длиной 13 см. Беременность длится 10 месяцев. Роды происходят поздней весной и ранним летом. Самцы и самки достигают половой зрелости при длине 21 и 22 см, что соответствует возрасту 3 и 5 лет. В целом самки в обеих популяциях растут медленнее самцов и достигают более крупных размеров. 

## Взаимодействие с человеком
По сравнению с другими хвостоколами Urolophus paucimaculatus ведут себя более агрессивно, если их потревожить. Своим ядовитым шипом они могут нанести болезненную рану. 
Эти скаты не являются объектом целевого лов. В качестве прилова попадаются при коммерческом промысле креветок. учитывая узкий ареал, низкий уровень воспроизводства и тенденцию беременных самок абортировать при поимке, Международный союз охраны природы присвоил этому виду статус сохранности «Близкий к уязвимому положению». 